# باب‌تاون (ویرجینیا)
باب‌تاون، ویرجینیا (انگلیسی: Bobtown, Virginia) یک حوزه سرشماری، شهرستان اکوماک، ویرجینیا، ویرجینیا، ایالات متحده آمریکا. که به موجب سرشماری ۲۰۱۰ ایالات متحده آمریکا جمعیت آن ۲۱۱ بود.